# エド・グラハム

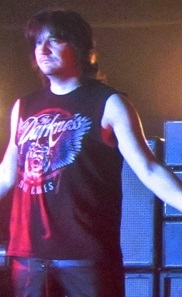
エド・グラハム

エド・グラハム（Ed Graham、本名：Edwin James Graham、1977年2月20日 - ）は元ザ・ダークネスのドラマーである。イギリス・ノーフォークのグレート・ヤーマス出身。メンバーであるホーキンス兄弟とは学友である。
ホーキンス兄弟が電話でベネズエラからフランキー・ポーレインを呼び戻した後に、当時他のバンドに籍を置いていたエドがホーキンス兄弟からの電話を受け、「ザ・ダークネス」結成に至った。